# 바티스타 수술 팀의 영광
《바티스타 수술 팀의 영광》(일본어: チーム・バチスタの栄光 チーム・バチスタのえいこう[*])은 일본에서 2006년에 발간된 카이도 타케루의 장편 소설이다. 한국에서는 2007년에 번역되어 간행되었다. 저자의 데뷔작이며, 제4회 이 미스터리가 대단하다!(このミステリーがすごい!) 대상을 수상하였다.

## 개요
작품에 등장하는 '토죠대학의학부속병원'을 무대로 한 '타구치・시라토리 시리즈'의 첫 번째 작품이며, 이 미스터리가 대단하다! 대상은 심사위원의 만장일치로, 그것도 회의가 시작한 지 몇 초만에 수상이 결정되었다.
현역 의사인 카이도가 묘사하는 실제적인 의료 현장이나, 대학 병원의 의국 정치나 인간관계, 바티스타 수술 중에 일어난 수수께끼의 죽음을 둘러싼 미스터리는 물론이고, 무엇보다 그 강렬하고 인상적인 캐릭터와 말투가 심사위원 사이에서 평가 되고, 독자들 사이에서도 화제가 되어 판매부수 320만부를 넘는 베스트셀러가 되었다.
하지만 정작 작가 본인은 2차 심사 통과 연락이 없었기 때문에, 떨어졌다고 생각하여 《나전미궁(螺鈿迷宮)》을 에도가와 란포 상에 응모하였는데, 그 뒤 2차 심사 통과 연락이 왔다고 한다. 최종 심사실 당일도 좀처럼 연락이 없어서 이번에는 정말 떨어졌구나 하고 생각했는데, 전화로 대상 수상을 전해받았다고 한다.
집필 당시에는 구성부터 1주일 동안 200장을 썼는데, 타구치 코헤이(田口公平)에게 이 이상 조사를 시키는 것은 가혹하다는 생각이 들어 붓을 멈추었던 적도 있었지만, 타구치와 정반대의 성격을 가진 캐릭터가 외부에서 조사를 하면 괜찮겠다고 생각해서 만들어 낸 것이 또 한 명의 명탐정인 시라토리 케이스케(白鳥圭輔)이다.

## 내용
사쿠라노미야 시의 토조대학의학부속병원(東城大学医学部付属病院)은 플로리다의 병원에서 심장외과의 권위자인 '키류 쿄이치(桐生恭一)'를 초빙하여, 심장이식의 대체 의료인 바티스타 수술 전문 팀을 결성한다. '바티스타 수술 팀의 기적'이라 불릴 정도의 경이로운 성공을 이루어 내고 있었다.
그러나, 성공률 100%였던 바티스타 수술 팀이 연달아 수수께끼의 죽음을 맞게 된다. 이 의혹을 밝혀내기 위해 병원장인 타카시나는 신경내과의 타구치로 하여금 내부조사를 하도록 명한다.
하지만 의혹이 좀처럼 밝혀지지 않고 수사에 난항을 겪고 있을 때, 일본 후생노동성의 '로지컬 몬스터' 시라토리가 등장한다.

## 등장인물
소설을 기준으로 한다.
타구치 코헤이 (田口公平)
토조대학의학부속병원 신경내과학 강사, 부정상담외래 담당의. 피를 싫어해서 신경외과의가 되었다.
시라토리 케이스케 (白鳥圭輔)
후생노동성 대신관방 비서과 부기관・의료과오사 관련 중립적 제3자 기관 설치 추진 준비실 실장이자 후생노동성의 문제아. 타구치의 시선에서 시라토리의 첫인상은 '바퀴벌레'였다.
타카시나 곤타 (高階権太)
토조대학의학부속병원원장. 소화기 종양외과 교수. 타구치에게 사건을 조사하도록 명한다.
후지와라 마코토 (藤原真琴)
부정상담외래의 베테랑 간호사. 마음만 먹으면 교수 목도 날릴 수 있다는 실력자. 간호사들로부터의 신망도 두텁다.

### 바티스타 팀
키류가 선발한 사람들로 구성된 바티스타 수술 전문 외과 팀. 글로리어스 세븐이라고도 불린다.
키류 쿄이치 (桐生恭一)
장기제어외과 조교수이자 '바티스타 팀'의 리더이며 집도의이다. 타카시나의 의해 플로리다의 심장 질환 전문 서던크로스(Southern Cross) 병원에서 일본으로 초빙되었다. 미스터 퍼펙트라 불린다. 타구치의 첫인상은 '매'.
나루미 료 (鳴海涼)
기초 병리학과 조교수이며 병리학 전문의이다. 키류의 전 처남으로 키류와 비슷한 점이 많다. 원래 미국에서 키류와 함께 외과의 생활을 하고 있었지만, 병리에 흥미를 갖고 병리학 전문의로 전향하였다. 병리학 전문의이지만 키류와 절제 범위를 결정하는 방식으로 수술에 참가하고 있다. 타구치의 첫인상은 '샴 고양이'.
카키타니 유지 (垣谷雄次)
장기제어외과 강사이며 의국장으로 '바티스타 팀'의 제1조수이다. 키류가 오기 전에는 차기 조교수가 될 예정이었다. 타구치의 첫인상은 '하마'.
사카이 토시키 (酒井利樹)
바티스타 팀의 제2조수. 타구치와는 환자와 관련하여 인연이 있다. 타구치의 첫인상은 '스피츠(Spitz)'.
히무로 코이치로 (氷室貢一郎)
마취과 강사이며 '바티스타 팀'의 마취의이다. 타구치는 '시체 같은 남자'라고 평가한다. 타구치의 첫인상은 '배추흰나비'.
하바 타카유키 (羽場貴之)
임상공학의로 팀에서 리스크 매니저를 맡고 있고 가장 나이가 많다. 타구치의 첫인상은 '코끼리'.
오오토모 나오미 (大友直美)
수술실 주임 간호사이다. 후배인 호시노 쿄코의 후임으로 '바티스타 팀'에 참가하였다. 그녀의 합류 후 수수께끼의 죽음이 시작된다. 타구치의 첫인상은 '조개'.
호시노 쿄코 (星野響子)
2년차 수술실 간호사이지만, 반사신경이 뛰어나 팀에 참가하게 되었다. 그러나 결혼을 이유로 그만두었다.

### 그 외
쿠로사키 세이이치로 (黒崎誠一郎)
장기외과의 교수로 병원장과 라이벌 관계에 있다.

## 서적 정보
- 페이퍼북 ISBN 978-89-5913-190-7

## 영화
일본에서 2008년 2월 9일에 개봉되었다. 2007년 10월 7일에 크랭크 인, 11월 17일에 크랭크 업하였다. 영화에서는 주인공 타구치 코헤이가 여자인 타구치 키미코(田口公子)로 바뀌고, 나이도 더 어리게 나온다.
상대역인 시라토리 케이스케 역의 아베 히로시는 원작자가 강력하게 원해서 캐스팅이 되었다고 한다.

### 등장인물
- 타구치 키미코 - 타케우치 유코
- 시라토리 케이스케 - 아베 히로시
- 키류 쿄이치 (집도의) - 킷카와 코지
- 카키타니 유지 (제1조수) - 사노 시로
- 사카이 토시키 (제2조수) - 타마야마 테츠지
- 나루미 료 (병리학 전문의) - 이케우치 히로유키
- 히무라 코이치로 (마취의) - 타나카 나오키
- 하바 타카유키 (임상공학사) - 타구치 히로마사
- 오오토모 나오미 (간호사) - 이가와 하루카
- 후지와라 마코토 - 노기와 요코
- 타카시나 곤타 - 쿠니무라 준
- 쿠로사키 세이이치로 - 히라이즈미 세이

### 주제가
- EXILE - 〈You're my sunshine〉

## TV 드라마
간사이 TV 방송 기획・제작에 따라 후지 TV 계열에서 방송되었다.
드라마 오리지널 캐릭터를 배치하고, 타구치의 설정 변경이나 진범을 바꾸는 등 원작의 내용을 다루면서 오리지널 스토리를 전개하여, 원작과는 다른 내용이 되었다.

### 등장인물
주요 등장인물
- 타구치 코헤이 - 이토 아츠시（심료내과의, 특별상담외래 근무）

사람을 믿는 순수한 마음을 가진 사람으로 묘사된다. 즐겨 읽는 책은 《Dr.코토 진료소》이다.
- 시라토리 케이스케 - 나카무라 토오루

바티스타 팀
- 키류 쿄이치 (집도의) - 이하라 츠요시
- 나루미 료 (병리학 전문의) - 미야가와 다이스케
- 오오토모 나오미 (간호사) - 샤쿠 유미코
- 히무라 코이치로 (마취의) - 시로타 유
- 카키타니 유지 (제1조수) - 츠루미 신고
- 사카이 토시키 (제2조수) - 스즈키 유키
- 하바 타카유키 (임상공학사) - 토다 마사히로

병원 관계자
- 후지와라 마코토 - 나토리 유코
- 타카시나 곤타 - 하야시 류조
- 쿠로사키 세이이치로 - 에노키 타카아키

### 음악
- 주제가

아오야마 테루마 - 지키고 싶은 것 (守りたいもの)
- 삽입곡

나가사키 쇼 - 답은 그곳이다 (答えはそこだ)

### 방영정보
| 바티스타 수술 팀의 영광 (드라마)                          | 바티스타 수술 팀의 영광 (드라마) | 바티스타 수술 팀의 영광 (드라마)                                                                     | 바티스타 수술 팀의 영광 (드라마) | 바티스타 수술 팀의 영광 (드라마) |
| 각화                                                      | 방송일                           | 부제                                                                                                 | 시청률                           |                                  |
| --------------------------------------------------------- | -------------------------------- | --- | -------------------------------- | -------------------------------- |
| 제1화                                                     | 2008년 10월 14일                 | 의료 미스인가? 살인인가!? (医療ミスか? 殺人か!?)                                                     | 15.2%                            |                                  |
| 제2화                                                     | 2008년 10월 21일                 | 액티브 페이즈(능동적 조사) VS 패시브 페이즈(수동적 조사)                                             | 11.7%                            |                                  |
| 제3화                                                     | 2008년 10월 28일                 | 마취의의 고백 (麻酔科医の告白)                                                                       | 12.5%                            |                                  |
| 제4화                                                     | 2008년 11월 4일                  | 엘리트의 프라이드와 약점 (エリートのプライドと弱点)                                                  | 12.2%                            |                                  |
| 제5화                                                     | 2008년 11월 11일                 | 범인의 목표를 알았다 (犯人の目星はついた)                                                            | 11.8%                            |                                  |
| 제6화                                                     | 2008년 11월 18일                 | 수술실의 완전범죄…범인은 너다 (オペ室の完全犯罪…犯人はお前だ)                                        | 13.2%                            |                                  |
| 제7화                                                     | 2008년 11월 25일                 | 빗나간 추리…진범 등장! (間違っていた推理…真犯人登場!)                                                | 13.5%                            |                                  |
| 제8화                                                     | 2008년 12월 2일                  | 의형제의 균열…수술에서 이상사태! (義兄弟の亀裂…オペで異常事態!)                                      | 14.2%                            |                                  |
| 제9화                                                     | 2008년 12월 9일                  | 가짜 알리바이와 치명적 실수 (偽アリバイと致命的ミス)                                                 | 12.3%                            |                                  |
| 제10화                                                    | 2008년 12월 16일                 | 마지막 수수께끼 풀이…의료 트릭은 이거다!! (謎解き… 医療トリックはコレだ!!)                           | 12.2%                            |                                  |
| 최종화                                                    | 2008년 12월 23일                 | 불과 3초의 완전범죄!! 지금 위험한 수술이 시작된다 (わずか3秒の完全犯罪!! 今、最も危険なオペが始まる) | 16.5%                            |                                  |
| 평균 시청률 13.2%（비디오 리서치）                        |                                  | |                                  |                                  |
| 바티스타 수술 팀의 영광 SPECIAL～새로운 미궁으로의 초대～ |                                  | |                                  |                                  |
| SP                                                        | 2009년 9월 15일                  | 밀실 의료 살인으로 떠오른 새로운 의혹 (密室医療殺人に浮上した新疑惑)                                 | 12.1%                            |                                  |

| 후지 TV 화요일 10시 드라마            | 후지 TV 화요일 10시 드라마                        | 후지 TV 화요일 10시 드라마        |
| 이전 작품                             | 작품명                                            | 다음 작품                         |
| ------------------------------------- | ------------------------------------------------- | --------------------------------- |
| 몬스터 페어런트 (2008.7.1 - 2008.9.9) | 바티스타 수술 팀의 영광 (2008.10.14 - 2008.12.23) | 트라이앵글 (2009.1.6 - 2009.3.17) |

## 게임
허드슨에서 닌텐도 DS용 어드벤처 게임 〈바티스타 수술 팀의 영광~진실을 수놓는 4개의 카르테~〉가 2008년 12월 25일에 발매되었다.

## 같이 보기
- 제너럴 루주의 개선